# Angela Maas

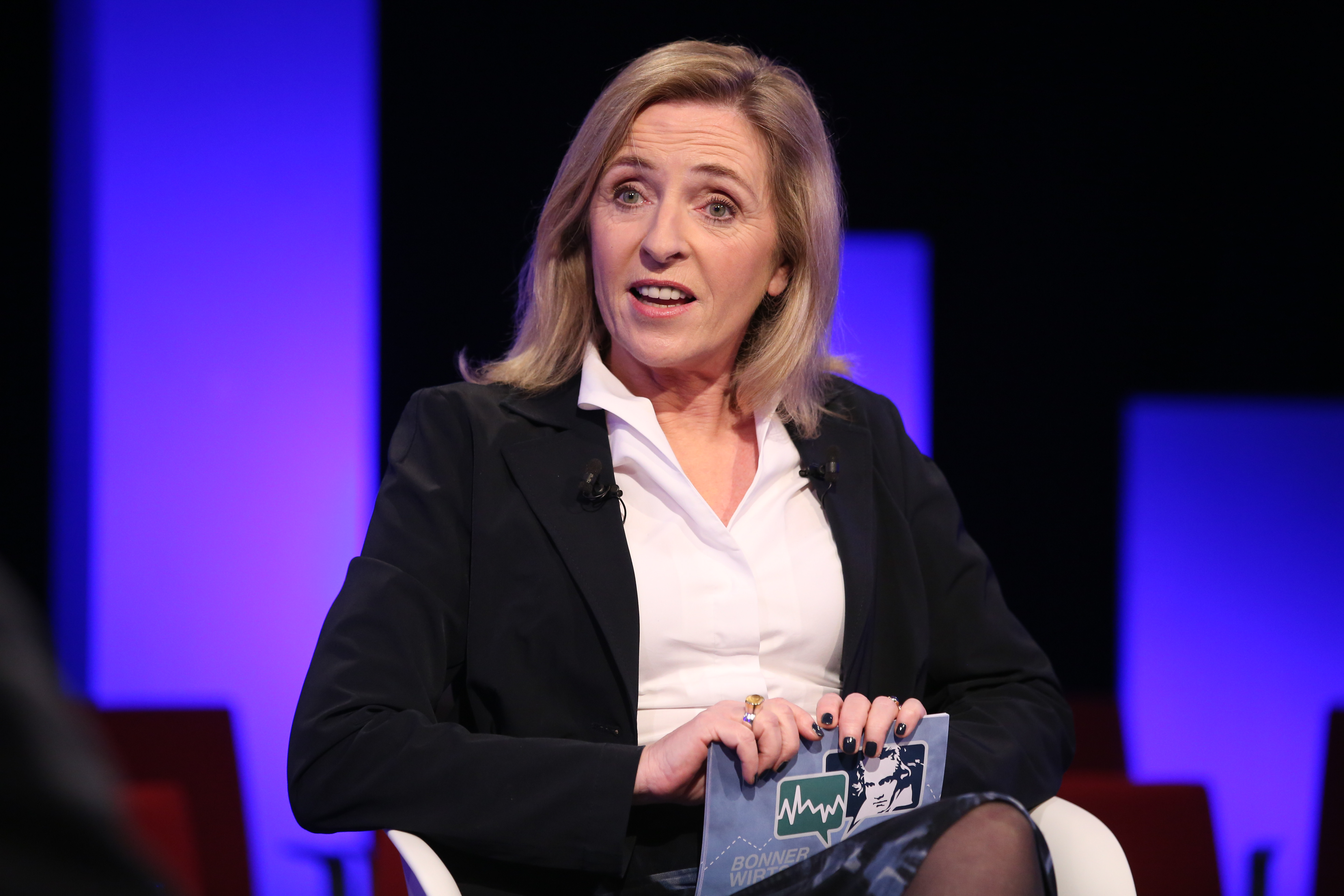
Angela Maas beim 22. Bonner Wirtschaftstalk (2016)

Angela Maas (* 13. Januar 1959 in Aachen) ist eine deutsche Journalistin und Fernsehmoderatorin.

## Leben
Nach dem Abitur in Aachen studierte Angela Maas Geschichtswissenschaften und Germanistik an der Universität Wien, wo sie 1986 mit der Arbeit Der Judenpogrom »Reichskristallnacht« November 1938 im Spiegel »großdeutscher« Zeitungen zur Dr. phil. promoviert wurde.
Seit 1984 arbeitete Maas für das Fernsehen, zunächst beim Österreichischen Rundfunk, wo sie die Kindernachrichtensendung Mini-ZiB mitentwickelte. 1986 kehrte sie nach Deutschland zurück, arbeitete für 3sat als Programm-Moderatorin und beim WDR Fernsehen in der Nachrichtenredaktion der Aktuellen Stunde. 1988 übernahm sie die Moderation der Nachrichtensendung west3 aktuell, im April 1996 kam sie zur Lokalzeit Köln.
Zwischenzeitlich moderierte Maas das Magazin frauTV im WDR Fernsehen, da ihre Vorgängerin  Lisa Ortgies als Chefredakteurin zur Zeitschrift Emma wechselte. Zuvor hatte Angela Maas Ortgies bereits zweimal während deren Mutterschutzzeiten als Moderatorin von frauTV vertreten. Seit 2000 organisiert Maas das Kinder- und Jugendprogramm des internationalen Literaturfestes lit.COLOGNE.
Am 26. August 2011 moderierte Angela Maas zum letzten Mal die Lokalzeit Köln und beendete ihre 25-jährige Laufbahn beim WDR. 2012 wurde die Trennung des WDR von Maas zum Gegenstand einer Anfrage der CDU-Fraktion im nordrhein-westfälischen Landtag, die einen Fall von „Jugendwahn“ vermutete.
Angela Maas hat zwei Kinder und war bis 2007 mit Frank Plasberg verheiratet, mit dem sie eine Tochter hat. Sie ist die Enkelin des früheren Aachener Oberbürgermeisters und Mitbegründers der Aachener Volkszeitung (jetzt: Aachener Zeitung) Albert Maas und Schwester des Filmregisseurs Georg Maas.